# Войневичи (Ошмянский район)
Войневичи (бел. Во́йневічы) — деревня в Ошмянском районе Гродненской области Белоруссии. В составе Новосёлковского сельсовета.

## География
Ближайшие населённые пункты Гиневцы, Гиргеляны и др.

### Гидрография
Около реки Панарка.

## Этимология
По словам минского исследователя Алехны Дайлиды, развивающего германскую (прежде всего восточногерманскую) этимологию имен литовских князей и бояр, имя Война означает 'блаженный' и полностью соответствует древнему германскому имени Vuuna.
Имя Война исторически бытовало в Польше: Woyna (1396, 1399, 1400, 1465 и 1471 годы).
Известная литовская одноименная бессуфиксная фамилия Vainys, соответствующий топоним Vainiai.

## История
В 1905 году в Ошмянском уезде Куцевичской волости Виленской губернии.
До 2 декабря 1961 года деревня входила в состав Повяжинского сельсовета, до 12 ноября 1973 года — в состав Куцевичского сельсовета.

## Население

### Численность
- 2009 год — 51 человек

### Динамика
- 1999 год — 85 человек (перепись населения)
- 2009 год — 51 человек (перепись населения)[4]

## Достопримечательность
- Усадьба. С первой половины XIX века здесь была известна часовня от ошмянского прихода. Была упразднена на волне репрессий после восстания 1863 года и в 1866 году разобрана.
- Недалеко заказник "Новосёлки"